# 나웅배
나웅배(羅雄培, 1934년 7월 24일~2022년 4월 25일)는 대한민국의 경제 관료, 정치인이다. 장관직과 부총리 등을 역임하였으며, 제11·12·13·14대 국회의원을 지냈다.
1934년 경성부 종로에서 태어났다. 공주중동초등학교와 대전중학교와 대전고등학교를 거쳐 1957년 서울대학교 상과대학 경제학과를 졸업했다. 미국 스탠퍼드 대학교 경영대학원에서 경영학 석사를, 캘리포니아 대학교 버클리 경영대학원에서 경영학 박사 학위를 각각 취득하였다.
이후 서울대학교 부교수, 해태제과 사장, 한국타이어 사장, 11~14대 국회의원(민주정의당, 민주자유당), 아주대학교 총장, 재무부 장관, 상공부 장관, 부총리 겸 경제기획원 장관, 부총리 겸 통일원 장관 등을 지냈고, 1995년에 부총리 겸 재정경제원 장관이 되었다.

## 학력
- 공주중동국민학교 졸업
- 대전중학교 졸업
- 대전고등학교 졸업
- 서울대학교 상과대학 경제학과 학사
- 스탠퍼드 대학교 경영대학원 경영학 석사
- 캘리포니아 대학교 버클리 경영대학원 경영학 박사

## 가족
- 배우자: 박효군
- 자녀: 2남

## 역대 선거 결과
|  | 35.6% |

|  | 35.2% |

|  | 38.68% |

|  | 41.18% |

## 같이 보기
- 서울 영등포구의 국회의원
- 영등포구 을
- 대한민국의 경제부총리
- 대한민국의 기획재정부 장관
- 대한민국의 통일부 장관
- 대한민국의 산업통상자원부 장관